# وضوح زمانی

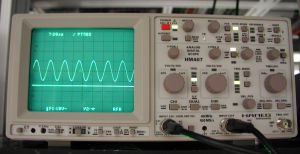
یک اسیلوسکوپ می‌تواند رزولوشن زمانی یک سیگنال را نمایش دهد.

وضوح زمانی یا قدرت تفکیک زمانی یا رزولوشن زمانی (به انگلیسی: Temporal resolution) در حیطه فناوری به توانایی یک سیستم برای متمایز سازی جزئیات یک کمیت سنجشی از نظر زمانی در یک سیگنال را گویند.